# Kubok Ukraïny 2005-2006
La Kubok Ukraïny 2005-2006 (in ucraino Кубок України) è stata la 15ª edizione della Coppa d'Ucraina. La competizione è iniziata il 1º agosto 2005 ed è terminata il 2 maggio 2006. Il torneo fu vinto per l'ottava volta dalla Dinamo Kiev, che ne era detentrice, senza subire alcuna rete.

## Turno preliminare
| Squadra 1         | Risultato       | Squadra 2          |
| ----------------- | --------------- | ------------------ |
| Sokil Berezhany   | 0 – 0 (6–7 dcr) | Naftovyk Dolyna    |
| Zhytychi Zhytomyr | 1 – 0           | Zhytomyr           |
| Knyazha Schaslyve | 1 – 3           | Yednist Plysky     |
| Yalos Yalta       | 3 – 0           | Sevastopol         |
| Arsenal Kharkiv   | 0 – 2           | Yavir Krasnopillia |
| Hirnyk-Sport      | 2 – 1           | Kremin Kremenchuk  |

## Primo turno
| Squadra 1                  | Risultato       | Squadra 2                     |
| -------------------------- | --------------- | ----------------------------- |
| Rava Rava-Ruska            | 1 – 0           | Helios Kharkiv                |
| Desna Chernihiv            | 2 – 5           | Shakhtar Donetsk              |
| Fakel Ivano-Frankivsk      | 0 – 1           | Spartak Sumy                  |
| Nyva Ternopil              | 1 – 3           | Chornomorets Odessa           |
| Osvita Boyarka             | 0 – 3           | Kharkiv                       |
| Veres Rivne                | 2 – 1           | Enerhetyk Burshtyn            |
| Chornohora Ivano-Frankivsk | 1 – 4           | Volyn Lutsk                   |
| Naftovyk Dolyna            | 1 – 0           | Borysfen Boryspil             |
| Zhytychi Zhytomyr          | 0 – 1           | Stal Dniprodzerzhynsk         |
| Mykolaiv                   | 1 – 2           | Metalurh Zaporizhia           |
| Krystal Kherson            | 0 – 5           | Dinamo Kiev                   |
| Hirnyk Kryvyi Rih          | 2 – 3           | Karpaty Lviv                  |
| Tytan Armyansk             | 1 – 2           | Illichivets Mariupol          |
| Ros Bila Tserkva           | 0 – 1           | Kryvbas Kryvyi Rih            |
| Olkom Melitopol            | 0 – 2           | Zakarpattia Uzhhorod          |
| Dnister Ovidiopol          | 2 – 3           | Metalist Kharkiv              |
| Zirka Kirovohrad           | 0 – 2           | Spartak Ivano-Frankivsk       |
| Enerhiya Yuzhnoukrainsk    | 1 – 5           | Stal Alchevsk                 |
| Yednist' Plysky            | 0 – 3           | Vorskla Poltava               |
| Khimik Krasnoperekopsk     | 3 – 2           | Bershad                       |
| Yalos Yalta                | 1 – 0           | Podillia Khmelnytskyi         |
| Nafkom Brovary             | 3 – 3 (2–4 dcr) | Naftovyk Okhtyrka             |
| Dnipro Čerkasy             | 0 – 0 (4–2 dcr) | Obolon Kiev                   |
| Hazovyk Kharkiv            | 0 – 4           | Tavriya Simferopol            |
| Oleksandria                | 0 – 6           | Arsenal Kiev                  |
| Hirnyk-Sport               | 2 – 1           | Dinamo-IhroService Simferopol |
| Yavir Krasnopillia         | 0 – 3           | Hazovyk-Skala Stryi           |
| Olimpik Donetsk            | 2 – 3           | Krymteplytsia Molodizhne      |
| Olexandria                 | 1 – 2           | Dnipro                        |

## Secondo turno
| Squadra 1                | Risultato       | Squadra 2            |
| ------------------------ | --------------- | -------------------- |
| Karpaty Lviv             | 1 – 0           | Chornomorets Odessa  |
| CSKA Kiev                | 0 – 1           | Metalurh Donetsk     |
| Spartak Ivano-Frankivsk  | 0 – 7           | Dinamo Kiev          |
| Stal Dniprodzerzhynsk    | 3 – 1           | Volyn Lutsk          |
| Naftovyk Okhtyrka        | 2 – 3           | Stal Alchevsk        |
| Hazovyk-Skala Stryi      | 2 – 0           | Kharkiv              |
| Spartak Sumy             | 1 – 4           | Metalurh Zaporizhia  |
| Krymteplitsia Molodizhne | 1 – 3           | Shakhtar Donetsk     |
| Rava Rava-Ruska          | 0 – 2           | Dnipro               |
| Dnipro Čerkasy           | 1 – 2           | Metalist Kharkiv     |
| Bukovyna Chernivtsi      | 0 – 1           | Arsenal Kiev         |
| Veres Rivne              | 2 – 2 (5–3 dcr) | Zakarpattia Uzhhorod |
| Hirnyk-Sport Komsomolsk  | 0 – 2           | Vorskla Poltava      |
| Naftovyk Dolyna          | 0 – 4           | Tavriya Simferopol   |
| Khimik Krasnoperekopsk   | 2 – 3           | Kryvbas Kryvyi Rih   |
| Yalos Yalta              | 0 – 1           | Illichivets Mariupol |

## Ottavi di finale
| Squadra 1             | Risultato | Squadra 2            |
| --------------------- | --------- | -------------------- |
| Karpaty Lviv          | 1 – 0     | Shakhtar Donetsk     |
| Dinamo Kiev           | 1 – 0     | Metalist Kharkiv     |
| Stal Alchevsk         | 1 – 2     | Metalurh Donetsk     |
| Vorskla Poltava       | 1 – 0     | Dnipro               |
| Hazovyk-Skala Stryi   | 0 – 1     | Illichivets Mariupol |
| Kryvbas Kryvyi Rih    | 2 – 0     | Tavriya Simferopol   |
| Stal Dniprodzerzhynsk | 0 – 2     | Arsenal Kiev         |
| Veres Rivne           | 2 – 4     | Metalurh Zaporizhia  |

## Quarti di finale
| Squadra 1            | Risultato | Squadra 2          |
| -------------------- | --------- | ------------------ |
| Dinamo Kiev          | 2 – 0     | Metalurh Donetsk   |
| Karpaty Lviv         | 1 – 0     | Vorskla Poltava    |
| Illychivets Mariupol | 2 – 0     | Arsenal Kiev       |
| Metalurh Zaporizhia  | 3 – 0     | Kryvbas Kryvyi Rih |

## Semifinali
| Squadra 1           | Totale | Squadra 2            | Andata | Ritorno |
| ------------------- | ------ | -------------------- | ------ | ------- |
| Metalurh Zaporizhia | 3 – 2  | Illichivets Mariupol | 2 – 1  | 1 – 1   |
| Dinamo Kiev         | 3 – 0  | Karpaty Lviv         | 1 – 0  | 2 – 0   |

## Finale
| Arbitro: | Lucílio Batista |

|            |           |  |
| Kléber 47’ | Marcatori |  |